# Henri Jacques
Henri Jacques, francoski general, * 1886, † 1965.